# Alfred Van der Hallen
Alfred Van der Hallen (Lier, 29 november 1901 - Mortsel, 6 december 1975) was een Belgisch ambtenaar en Vlaams-nationalistisch politicus voor het VNV.

## Levensloop
Van der Hallen groeide op in een gezin met negen kinderen. Zijn middelbaar doorliep hij aan het Sint-Gummaruscollege te Lier. Omstreeks deze periode was hij aangesloten bij studentengilde Hooger Op (dat deel uitmaakte van het AKVS). Over deze periode (die zich afspeelde tijdens de Eerste Wereldoorlog) zou hij later de semi-autobiografische collegeroman De Lichte Tuin onder het pseudoniem 'Arthur van Maesbergh' uitbrengen. Tijdens het interbellum sloot hij zich aan bij de lokale afdeling van het Vlaamsche Front van Jozef Cornelis, dat later werd omgevormd tot de Katholieke Vlaamsche Volkspartij (KVV). Hij stelde zich echter nooit kandidaat bij de verkiezingen voor deze partijen, wel was hij actief als koorleider bij het aan de Vlaams-nationalistische zuil verbonden koor T'En Zal. Na een jaar school te hebben gelopen aan het Hoger Instituut voor Opvoedkunde te Antwerpen ging hij aan de slag als ambtenaar bij het Antwerps provinciebestuur, eerst op de afdeling 'opvoedkunde' later op het beleidsdomein 'Provinciaal Technisch Onderwijs'. Hij gold daarbij als een van de belangrijkste medewerkers van gedeputeerde Constant Clerckx.
Toen de Lierse burgemeester Joseph Van Cauwenbergh tijdens de Tweede Wereldoorlog - omwille van de door de Duitsers ingestelde (en door de secretaris-generaal van het Ministerie van Binnenlandse Zaken en Volksgezondheid Gérard Romsée gesteunde) ouderdomsverordening (überalterungsverordnung) van 7 maart 1941 - gedwongen werd terug te treden, werd Van der Hallen aangezocht door enkele vooraanstaande VNV-ers (waaronder August Borms) om deze vacante betrekking op zich te nemen. Na aanvankelijke weigeringen aanvaardde hij het aanbod in de herfst van 1941 en volgde hij op 26 oktober 1941 waarnemend burgemeester Frans Raats (Katholiek Verbond) op. Andere namen die circuleerden voor het mandaat van burgemeester waren onder andere die van vnv’er en voormalig katholiek Jef Muys uit Bornem en de Lierse ss-leider Fons Lanens. De aanstelling van Van der Hallen en de ontbinding van de gemeenteraad (11 april 1941) werden gevolgd door het ontslag van twee schepenen. Schepen van Openbare Werken Georges De Strijcker moest op 1 juli 1941 aftreden omwille van de Überalterungsverordnung en later volgde het gedwongen ontslag en ambtsverbod opgelegd door de Militärverwaltung aan Frans Raats na een conflict met de Unie van Hand- en Geestesarbeiders (UHGA) omdat hij - aldus de UHGA-voorzitter van Lier - de overname van het ACV door de UHGA zou gesaboteerd hebben. Aanvankelijk werd De Strijcker opgevolgd door het liberale gemeenteraadslid Ceulemans, die de functie bijna een jaar zou bekleden tot 1 mei 1942. Vervolgens benoemde secretariaat-generaal van Binnenlandse Zaken Gérard Romsée partijgenoot Frans De Jong (VNV). Raats zou vervolgens vervangen worden door Lode Van de Zande (DeVlag). Hierdoor behaalde Van der Hallen een volstrekte meerderheid binnen het college ten opzichte van de twee overblijvende katholieke schepenen, wat hem een aanzienlijke handelingsvrijheid als burgemeester opleverde.
Een van zijn belangrijkste wapenfeiten als oorlogsburgemeester was de uitgebreide plechtigheid die hij op 5 juli namens de stad Lier organiseerde voor de befaamde Lierse schrijver Felix Timmermans, ter ere van de Duitse culturele Rembrandt-prijs die deze had gewonnen. De politieke uitbuiting van deze gebeurtenis door de collaborerende partijen zou Timmermans na de bevrijding zwaar worden aangerekend. Een bijzondere opvallendheid in Van der Hallens beleid was de benoemingsdrift voor gelijkgestemden en de politieke tussenkomsten ten baatte van hen. Een typerend voorbeeld hiervan was de ondervraging van een politieagent die hij bedreigde met deportatie naar een gevangenenkamp en zelfs met de doodstraf omwille van een arrestatie in de nacht van 10 op 11 april 1943 van een grote groep jongeren van de Nationaal-Socialistische Jeugd Vlaanderen (NSJV) die met witte verf of kalk op straten en muren slogans hadden aangebracht als “VNV Houzee” of “Wij Zijn de Revolutie! Arbeiders sluit aan!”. 
Van der Hallen oefende het burgemeestersambt uit tot 4 september 1944, vervolgens ontvluchtte hij naar aanleiding van de bevrijding en de daaropvolgende repressie België. Onder andere zijn hulp bij een Gestapo-actie tegen het Lierse verzet werd hem bijzonder zwaar aangerekend. zoals ook bleek uit de doodstraf die tegen hem bij verstek werd uitgesproken op 18 oktober 1945. Na verscheidene jaren als onderduiker te hebben doorgebracht vestigde hij zich in 's-Hertogenbosch. Hij hield gedurende deze ganse periode een uitgebreid dagboek bij waarin hij terugblikte op zijn jaren als oorlogsburgemeester en zijn situatie als onderduiker beschreef. Twintig jaar later zou hij definitief terugkeren naar België, waar hij zijn laatste jaren doorbracht te Mortsel.
Hij was de broer van de auteurs en dichters Ernest en Oscar Van der Hallen.